# こぐま座ガンマ星
こぐま座γ星（こぐまざガンマせい）は、こぐま座の恒星で3等星。

## 概要
学名はγ UMi, γ Ursae Minoris。こぐま座β星とともに、柄杓の皿の部分を構成している。
フェルカド (Pherkad) はアラビア語のal-farqadān に因み、「二匹の幼獣」「二頭の仔牛」などの意味がある。これは、こぐま座β星とともに現在の北極星であるポラリスを周回するように動くことに由来する。この2星は「北極の守護者 (Guardians of the Pole) 」とも呼ばれる。2016年8月21日、国際天文学連合の恒星の命名に関するワーキンググループ (Working Group on Star Names, WGSN) は、Pherkad をこぐま座γ星の固有名として正式に承認した。
たて座δ型変光星であり、3.43時間ごとに明るさが0.05等級変化する。